# Marbeuf
 Marbeuf  là một xã thuộc tỉnh Eure trong vùng Normandie miền bắc nước Pháp.